# 257296 Jessicaamy
257296 Jessicaamy este un asteroid din centura principală de asteroizi.

## Descriere
257296 Jessicaamy este un asteroid din centura principală de asteroizi. A fost descoperit pe 20 aprilie 2009 la Zadko de M. Todd. Asteroidul prezintă o orbită caracterizată de o semiaxă mare de 2,58 ua, o excentricitate de 0,12 și o înclinație de 13,8° în raport cu ecliptica.